# Harnleiter

Schema der Harnorgane des Menschen: 1 – Harn- und Geschlechtsorgane, 2 – Niere, 3 – Nierenbecken, 4 – Harnleiter, 5 – Harnblase, 6 – Harnröhre, 7 – Nebenniere, 8 – Nierenarterie und -vene, 9 – Untere Hohlvene, 10 – Bauchaorta, 11 – Gemeinsame Beckenschlagader und -vene, 12 – Leber, 13 – Dickdarm, 14 – Becken

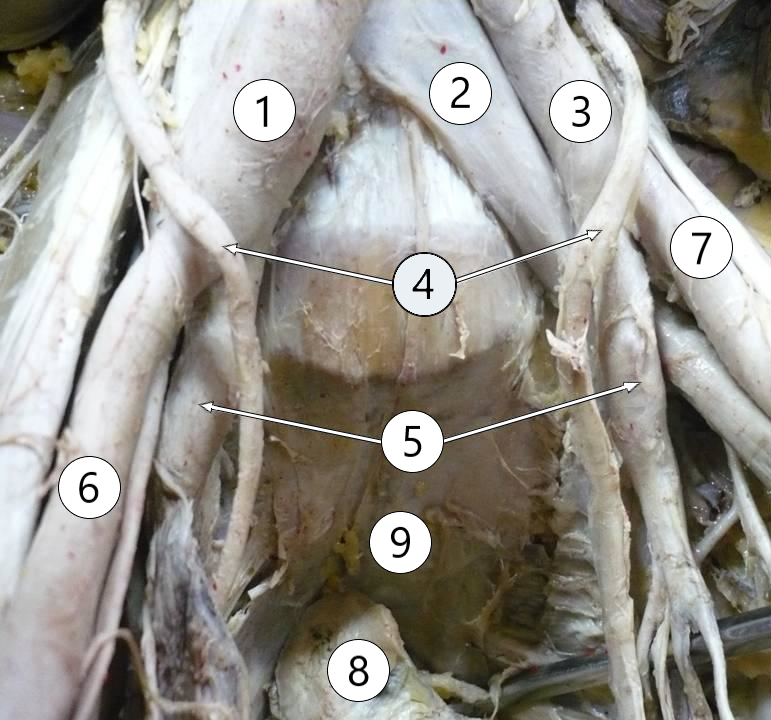
Situs von Harnleiter und angrenzenden Blutgefäßen beim Menschen: 1 – rechte A. iliaca communis, 2 – linke A. iliaca communis, 3 – linke V. iliaca communis, 4 – Harnleiter, 5 – A. iliaca interna, 6 – rechte A. iliaca externa, 7 – linke Arteria iliaca externa, 8 – Mastdarm, 9 – Retrorektalraum (Spatium retrorectale)

Der Harnleiter (lateinisch Ureter, Plural: Ureteren; von altgriechisch οὐρητήρ ureter) ist ein paariger ableitender Harnweg zur Ableitung des Urins. Die beiden Harnleiter verbinden bei Säugetieren und den meisten Fischen die gleichseitige Niere, in der der Urin gebildet wird, mit der Harnblase. Bei Knorpel- und Lungenfischen sowie Amphibien, Reptilien und Vögeln zieht der Harnleiter von der jeweiligen Niere zur Kloake. Die beiden Harnleiter haben bei erwachsenen Menschen eine Länge von je 25 bis 30 Zentimetern und einen Durchmesser von etwa 4 Millimetern. Sie zeigen einen dreischichtigen Aufbau mit einer von einem Urothel bedeckten Schleimhaut, einer Muskelschicht aus glatter Muskulatur und einer äußeren Bindegewebshülle. Durch eine von der Muskelschicht vermittelte Wanderwelle werden beim Erwachsenen pro Minute durch jeden Harnleiter etwa drei bis sechs spindelförmige Portionen (Boli) Urin in die Harnblase befördert. An die Harnblase schließt sich die Harnröhre an, welche den Urin nach außen abführt.
Zur Untersuchung der Harnleiter werden vor allem Kontrastmitteluntersuchungen (Urografie, CT-Urografie), Magnetresonanztomographie und Harnleiterspiegelung eingesetzt. Die häufigste Erkrankung bei Mensch und Tier ist ein teilweiser oder vollständiger Verschluss, vor allem durch Harnsteine. Sie führt zu einem Rückstau des Urins in die gleichseitige Niere und damit zu einer Wassersackniere und schließlich zur funktionellen Zerstörung dieses lebenswichtigen Organs. Häufigere Fehlbildungen durch Störungen in der Organentwicklung sind die ein- oder beidseitige, teilweise oder vollständige Doppelanlage des Organs (Ureter fissus, Ureter duplex), die blasige Erweiterung des blasenseitigen Abschnitts (Ureterozele), die Verlagerung der Mündung (Harnleiterektopie), der Rückfluss des Urins von der Harnblase in Richtung Niere (vesiko-uretero-renaler Reflux) und die Nierenbeckenabgangsenge (Stenose). Harnleitertumoren sind zwar relativ selten, beim Menschen aber nahezu immer bösartig. Sie gehen zumeist vom Urothel aus und werden als Harnleiterkrebs (Ureterkarzinom) bezeichnet.

## Harnleiter des Menschen

### Anatomie
Der Harnleiter beginnt am Nierenbecken, in dem der von der Niere zuerst abfiltrierte und anschließend aufkonzentrierte Urin gesammelt wird. Am Ursprung knickt der Harnleiter um etwa 90° ab. Er läuft dann als Bauchteil (Pars abdominalis) im Retroperitonealraum auf dem gleichseitigen Musculus psoas major. Er überquert den gleichseitigen Nervus genitofemoralis und unterquert dann bei der Frau die Eierstockarterie (Arteria ovarica), beim Mann die Hodenarterie (Arteria testicularis). Etwa ab Höhe des fünften Lendenwirbels zieht der Harnleiter leicht zur Mitte hin. Am Beckeneingang biegt er bauchwärts um und verläuft als Beckenteil (Pars pelvica, Synonym: Pars pelvina) in der Wand des „kleinen Beckens“ bis zur Harnblase. Er überkreuzt dabei zunächst die Aufzweigung der Arteria iliaca communis und unterkreuzt dann beim Mann den gleichseitigen Samenleiter, bei der Frau die gleichseitige Gebärmutterarterie (Arteria uterina). Der Harnleiter hat bei Erwachsenen eine Länge von 25 bis 30 Zentimetern, Bauch- und Beckenteil sind etwa gleich lang. Der Durchmesser beträgt 2 bis 7 Millimeter, im Regelfall 3 bis 4 mm. Bei Neugeborenen ist der Harnleiter 6,5 bis 7 cm lang.
Der rechte Harnleiter liegt in räumlicher Nähe zu Zwölffingerdarm, Ileum, Colon ascendens, Blinddarm und Wurmfortsatz, der linke zu Bauchspeicheldrüse, Jejunum, Colon descendens und Colon sigmoideum. Da genaue anatomische Landmarken zur Ortung des Organs fehlen, kann er bei Operationen am Colon und Mastdarm und insbesondere bei der laparaskopischen Entfernung der Gebärmutter versehentlich verletzt werden. Die Harnleiter liegen beidseits bauchseitig des Nervus genitofemoralis, der rechte liegt seitlich der unteren Hohlvene (Vena cava inferior), der linke seitlich der unteren Mesenterialvene (Vena mesenterica inferior).
Nach seinem Eintritt in die Harnblasenwand verläuft der Harnleiter zunächst eine kurze Strecke innerhalb dieser Wand (intramural). Dieser intramurale Abschnitt ist 0,5 bis 1 cm lang, nach anderen Angaben 1,5 bis 2 cm. Dann durchbohrt er die Blasenschleimhaut und mündet mit der Harnleitermündung (Ostium ureteris) in das Innere der Harnblase. Die schlitzförmigen Harnleitermündungen sind klappenartig geschlossen, wenn durch sie kein Urin tritt. Der Verlauf in der Blasenwand verhindert bei stärkerer Füllung der Harnblase einen Rückfluss des Urins zur Niere (vesikorenaler Reflux). Die beiden Harnleitermündungen begrenzen mit der unpaaren Harnröhrenöffnung im Inneren der Blase das Harnblasendreieck (Trigonum vesicae).

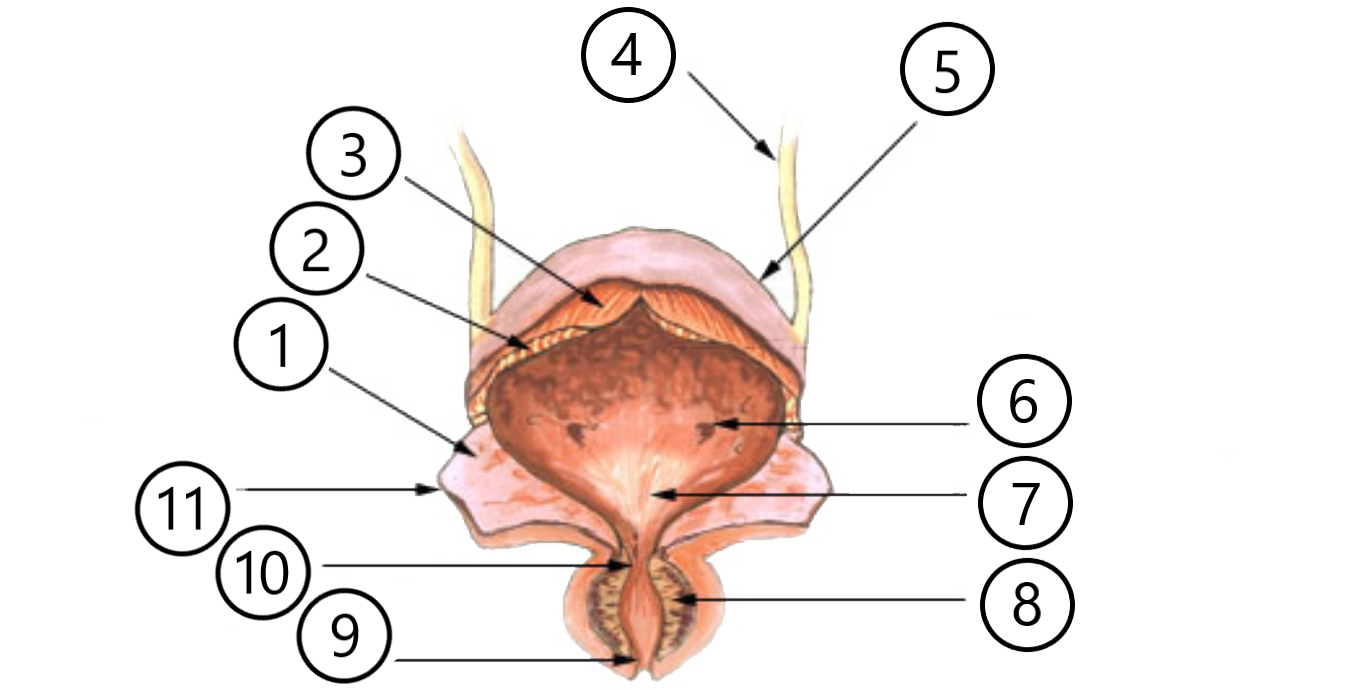
Harnleitermündungen und Blasendreieck (Trigonum): 1 – Schleimhaut, 2 – Submucosa, 3 – Detrusor-Muskel, 4 – Harnleiter, 5 – Peritoneum, 6 – Öffnung des Harnleiters, 7 – Trigonum, 8 – Prostata, 9 – Äußerer Schließmuskel, 10 – Innerer Schließmuskel, 11 – Bindegewebe

Drei Abschnitte des Harnleiters sind anatomische Engstellen, in denen sich deshalb bevorzugt Harnsteine festsetzen:
- Ursprung aus dem Nierenbecken („ureteropelvischer Sphincter“)
- am Übergang vom großen in das kleine Becken mit Überquerung der Aufgabelung der Arteria iliaca communis
- intramuraler Verlauf in der Harnblasenwand, dies ist die engste Stelle im gesamten Harnleiterverlauf.

Die Blutversorgung des Harnleiters unterscheidet sich aufgrund der Länge des Organs regional. Der nierennahe Abschnitt erhält Blut direkt aus der gleichseitigen Nierenarterie (Arteria renalis). Der mittlere Abschnitt wird von Ästen der Aorta, der Arteria iliaca communis und der Keimdrüsenarterien (Eierstock- bzw. Hodenarterie) versorgt. Das Endsegment erhält Blut über Äste der Arteria iliaca interna. Der Lymphabfluss erfolgt im oberen Harnleiterabschnitt über die rechten und linken Lendenlymphknoten (Nodi lymphoidei lumbales dextri et sinistri), im mittleren Harnleiterabschnitt über die Nodi lymphoidei iliaci communes und im letzten Abschnitt über die Nodi lymphoidei iliaci interni.
Die Nerven für den Harnleiter stammen aus Ästen der Rückenmarksnerven vom 12. Brust- (Th12) bis zum zweiten Lendensegment (L2). Schmerzen infolge von Erkrankungen des Harnleiters zeigen sich demzufolge als übertragener Schmerz in den Hautgebieten (Dermatomen) dieser Segmente. Die sympathischen Nervenfasern entspringen aus den Segmenten Th10 bis L2 und werden für den oberen Harnleiterabschnitt in den Ganglia aorticorenalia, für den unteren in den Ganglien des Unterbauchgeflechts (Plexus hypogastricus inferior) umgeschaltet. Die parasympathischen Nervenfasern kommen aus dem Kreuzteil des Rückenmarks und verlaufen über die Nervi splanchnici pelvici zum Unterbauchgeflecht, wo ihre Umschaltung erfolgt. Die Nervenfasern des Eingeweidenervensystems bilden ein Geflecht um das Organ, den Plexus uretericus.

### Embryologie

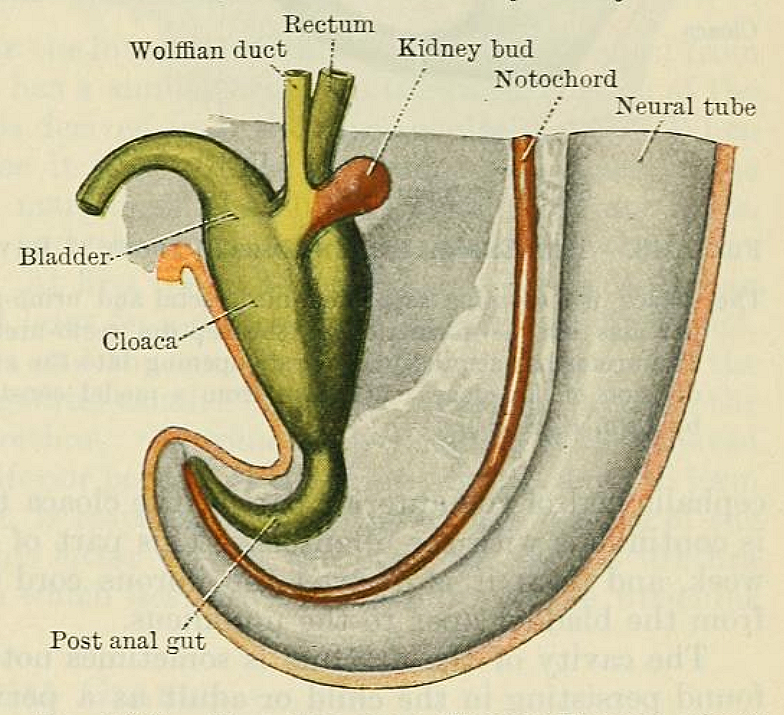
Schema des unteren Teils eines menschlichen Embryos am 25. Tag: die Ureterknospe („kidney bud“) wächst aus dem Urnierengang („Wolffian duct“) aus

Der Harnleiter entsteht, wie der Großteil des Harn- und Geschlechtsapparats, aus dem mittleren Keimblatt des Embryos, dem Mesoderm, genauer aus dem intermediären Mesoderm (Ursegmentstiel). Bei Reptilien, Vögeln und Säugetieren werden während der embryonalen Organentwicklung nacheinander drei Nierengenerationen gebildet, die als Vor-, Ur- und Nachniere bezeichnet werden, wobei letztere die eigentliche Niere nach Abschluss der vorgeburtlichen Entwicklung ist. Der Ausführungsgang der Urniere, der Urnierengang (Synonyme Wolff-Gang oder Ductus mesonephricus), mündet in den noch gemeinsamen Sammelraum für Kot und Urin, der Kloake genannt wird. Von diesem Urnierengang wächst ein Zellspross, die Ureterknospe, aus. Beim menschlichen Embryo geschieht dies gegen Ende der vierten Schwangerschaftswoche. Diese Knospe wächst kopfwärts und dringt in die Anlage der dritten Nierengeneration (Nachniere) vor. Damit leitet sie auch die Entwicklung der Nachniere ein, die in der 36. Woche abgeschlossen ist. In der Nachnierenanlage verzweigt sich die Ureterknospe bis zur 14. Woche und ist damit auch Ausgangspunkt für das Nierenbecken, die Gänge der Nierenpapillen (Ductus papillares) und die Sammelrohre der (Nach-)Niere.
In der 6. Schwangerschaftswoche ist der Harnleiter noch ein solider Strang. Dann beginnt er, vom mittleren Abschnitt aus, sich in beide Richtungen zu kanalisieren, es entsteht also ein innerer Hohlraum (Lumen). Mit der Entstehung der Ureterknospe bildet sich auch in der Kloake eine Trennwand, die den Mastdarm vom Harn- und Geschlechtsraum (Sinus urogenitalis) abgrenzt.

### Histologie

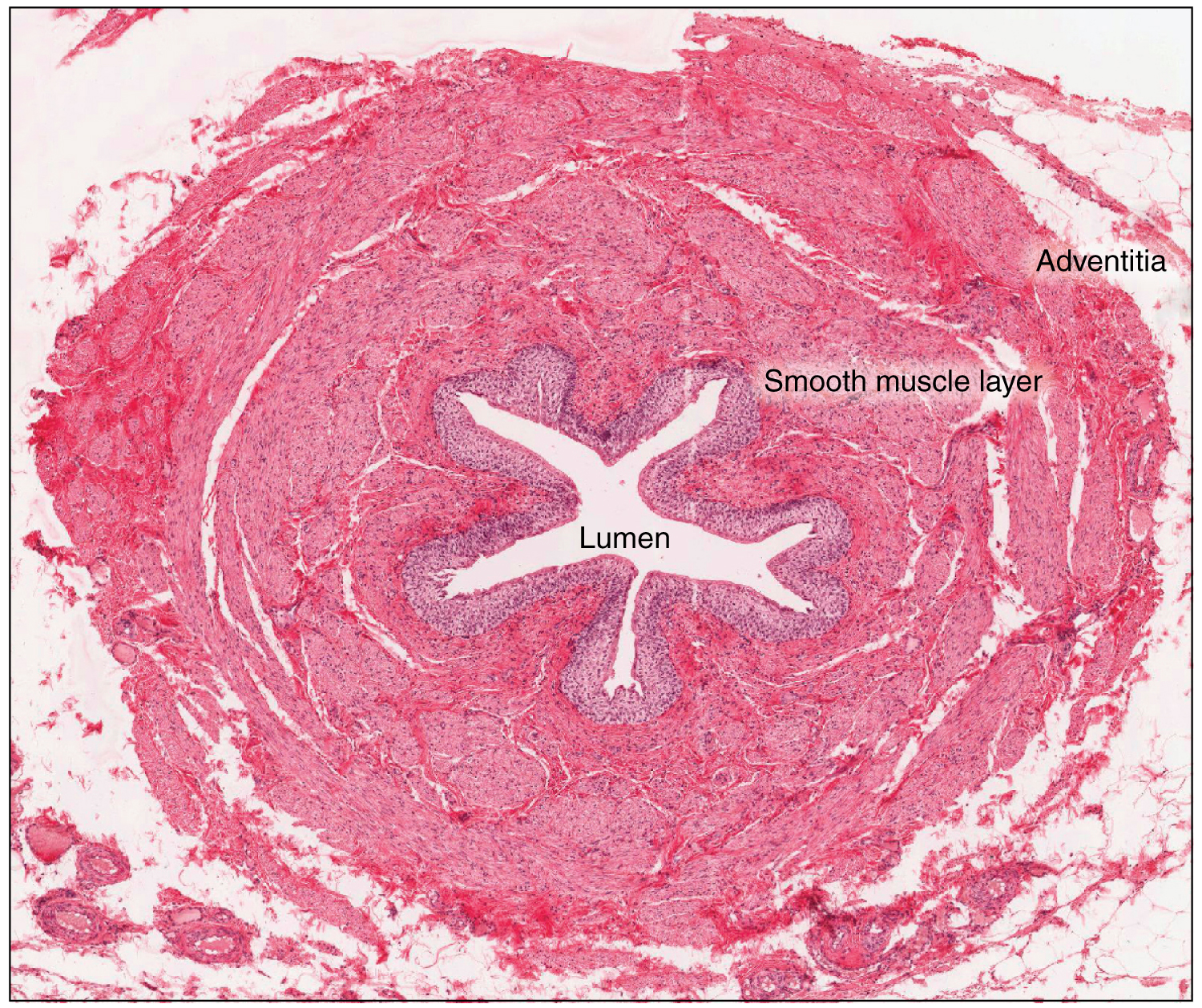
Schnitt durch einen Ureter, Hämatoxylin-Eosin-Färbung

Der Harnleiter zeigt den typischen Aufbau vieler Hohlorgane mit einer inneren Schleimhaut (Tunica mucosa), einer Muskelschicht (Tunica muscularis) aus glatter Muskulatur und einer äußeren bindegewebigen Verankerungsschicht (Tunica adventitia). Man nennt diesen Grundaufbau „häutig-muskulöser Schlauch“.
Die Schleimhaut weist fünf bis sieben Längsfalten auf. Daher erscheint das Lumen im Querschnitt sternförmig. Die Falten sind Reservebildungen und verstreichen bei stärkerer Dehnung des Organs. Innen ist die Schleimhaut mit Urothel bedeckt. Darin sind die Zellen mehrreihig angeordnet und können so den Volumenschwankungen folgen. Es lassen sich drei Schichten unterscheiden: Die Basalzellen sind klein, würfelförmig und sitzen der Basalmembran auf. Sie sind die Reservezellschicht, von der die anderen Zellen abstammen. Die mittlere Zellschicht besteht aus drei bis sieben Zelllagen, den Intermediärzellen. Zum Lumen hin folgen schließlich die Deckzellen. Jede dieser kuppelförmigen Deckzellen überspannt mehrere Intermediärzellen, weshalb sie im Englischen auch als umbrella cells („Regenschirmzellen“) bezeichnet werden. Sie haben oft polyploide, manchmal auch zwei oder mehr Zellkerne. Sie sind durch Tight Junctions fest verbunden, so dass eine wasserdichte Barriere entsteht. Zudem ist die lumenseitige Zellmembran durch Intermediärfilamente, spindelförmige Vesikel, Einfaltungen und Mikrovilli modifiziert. Darüber hinaus gibt es hier spezifische Transmembranproteine, die Uroplakine. Diese Bildungen erwecken lichtmikroskopisch das Bild einer „Kruste“ (Crusta). Die besondere Ausprägung der Zellmembran schirmt das darunterliegende Gewebe vor giftigen und hypertonen Substanzen im Urin ab. Das Urothel sitzt auf einer Bindegewebsschicht, die als „Eigenschicht der Schleimhaut“ (Lamina propria mucosae) bezeichnet wird. Hier sind auch Lymphozyten und Makrophagen eingelagert, welche der Abwehr von Krankheitserregern dienen.
Die Muskelschicht kann in eine innere Schicht mit längs angeordneten Muskelzellen (Längsmuskelschicht, Stratum longitudinale) und eine äußere Schicht mit ringförmig angeordneten Zellen (Ringmuskelschicht, Stratum circulare) gegliedert werden. Im Bereich des Beckenteils des Harnleiters liegt der Ringmuskelschicht noch einmal eine (äußere) Längsmuskelschicht (Stratum longitudinale externum) auf. Diese Schichtung ist aber stark vereinfachend, in Wirklichkeit handelt es sich um spiralig angeordnete Muskelsysteme mit unterschiedlicher Steigung. Die Muskelschicht ist beim Menschen 750 bis 800 µm dick. Sie ist gut durchblutet und mit den kleinen Blutgefäßen verlaufen marklose Nervenfasern.
Die Tunica adventitia oder kurz Adventitia ist eine Bindegewebsschicht mit zahlreichen Bündeln von Kollagenfasern, Fettzellen, mehrheitlich längs verlaufenden Blutgefäßen und größtenteils marklosen Nervenfasern.

## Evolution und Vergleichende Anatomie

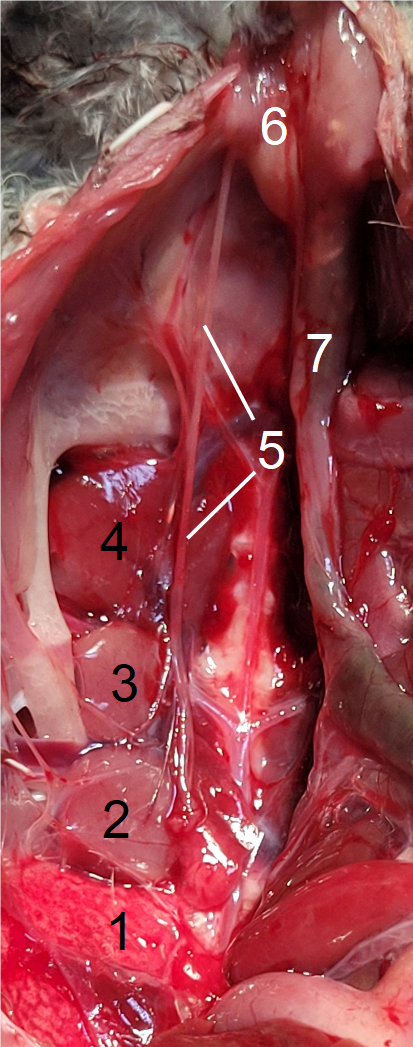
Linkes Leibeshöhlendach einer Taube, Darm nach rechts verlagert: 1 Lunge, 2–4 vordere, mittlere und hintere Nierendivision, 5 Harnleiter, 6 Kloake, 7 Enddarm

Bei den meisten Fischen und Amphibien ist die Urniere die eigentliche Niere, der Urnierengang also auch der definitive Harnleiter. Da der Urnierengang direkter Nachfahre des Ausführungsgangs der Vorniere ist, haben diese beiden Wirbeltierklassen einen primären Harnleiter. Schleimaale und Neunaugen behalten zwar die Vorniere, sie trägt aber bei Adulten nicht zur Urinbildung bei, und nur wenige Knochenfische (z. B. Zahnkärpflinge der Gattung Fundulus) behalten neben der Urniere auch funktionstüchtige Vornieren. Die meisten Fische haben eine Harnblase, so dass der Harnleiter die Urniere mit dieser verbindet. Bei Knorpel- und Lungenfischen mündet der Harnleiter dagegen in die Kloake. Der Harnleiter der Fische ist von einem hochprismatischen Epithel ausgekleidet. Bei Knorpelfischen, einigen Stören und Kahlhechten dient der Harnleiter auch dem Transport der Spermien und ist damit ein Harn-Samen-Leiter.
Bei den Amphibien münden die Harnleiter stets in die Kloake. Die Harnblase ist bei ihnen eine Ausstülpung der Kloake, weshalb sie abgrenzend auch als „Harnbeutel“ bezeichnet wird. Der Urin gelangt bei Amphibien nicht über die Harnleiter, sondern von der Kloake in diese Aussackung. Der Harnleiter beginnt bei Amphibien am vorderen Nierensegment, ein Nierenbecken ist nicht ausgebildet. Er zieht dann rückenseitig der anderen Nierensegmente und nimmt deren Sammelrohre auf. Die Schleimhaut ist von einem einschichtigen Zylinderepithel ausgekleidet, dessen Zellen doppelt so hoch wie breit sind. Die Harnleiter nehmen auch die Samenleiter auf, so dass sie wie bei Knorpelfischen als Harn-Samen-Leiter (Ductus urogenitalis) sowohl dem Spermien- als auch Urintransport dienen.
Bei den Reptilien und Vögeln verbindet der Harnleiter die hier erstmals in der Evolution auftretende Nachniere mit der Kloake. Ihr Harnleiter entspricht entwicklungsgeschichtlich dem des Menschen und ist als Abkömmling der Ureterknospe ein sekundärer Harnleiter. Der Urnierengang wird bei männlichen Individuen zum Samenleiter umfunktioniert, bei weiblichen bildet er sich weitestgehend zurück. Einige Reptilien (Schildkröten, Sphenodontia, einige Eidechsen) und unter den Vögeln die Strauße haben wie die Amphibien eine von der Kloake ausgehende Harnblase, ebenfalls ohne direkte Verbindung zum Harnleiter. Der histologische Bau des Harnleiters ist bei allen Amnioten (Reptilien, Vögel, Säugetiere) ähnlich, nämlich ein von einem Urothel ausgekleideter häutig-muskulöser Schlauch.
Bei Vögeln entspringt der Harnleiter in der Tiefe der vorderen der drei Nierendivisionen (Divisio renalis cranialis). Er verläuft nach hinten, tritt immer weiter an die bauchseitige Oberfläche der Niere und nimmt dabei die primären Harnleiteräste (Rami ureterici primarii) aller Nierendivisionen auf. Dieser Abschnitt wird Nierenteil (Pars renalis) genannt. Im Weiteren zieht der Harnleiter mit seinem Beckenteil (Pars pelvica), bei männlichen Vögeln parallel zum gleichseitigen Samenleiter, zum Harnraum (Urodaeum) der Kloake. Im Bereich der Mündung ist ein kräftiger Schließmuskel ausgebildet. Ähnlich wie beim Verlauf in der Harnblasenwand bei Säugern ziehen beide Harnleiter bei Vögeln schräg durch die Kloakenwand und bilden dadurch Schleimhautfalten. Die Schleimhaut ist von einem einer Lamina propria aufsitzenden Epithel bedeckt. Letzteres ist im vorderen und mittleren Abschnitt noch mehrreihig säulenartig, im hinteren ein Urothel. Auf die Eigenschicht der Schleimhaut mit Blut- und Lymphgefäßen folgt eine Muskelschicht, deren glatte Muskelzellen innen in Längsrichtung, außen ringförmig angeordnet sind. Ganz außen schließt eine bindegewebige Tunica adventitia das Organ ab und verankert es im Retroperitonealraum.
Bei den anderen Säugetieren sind Aufbau und Entwicklung der Harnleiter weitestgehend identisch zum Menschen. Bei Tieren mit mehrlappigen Nieren (beispielsweise Meeressäuger, Elefanten und Bären) oder mehrwarzig gefurchten Nieren (Rinder) existiert kein klassisches Nierenbecken. Hier entsteht der Harnleiter aus der Vereinigung der Stiele der einzelnen Nierenkelche. In der neuesten Auflage der veterinäranatomischen Nomenklatur von 2017 werden jedoch, im Gegensatz zu den Darstellungen in den Fach- und Lehrbüchern, die Nierenkelche als Teil des Nierenbeckens definiert. Nach dieser Auffassung haben auch diese Tiergruppen ein Nierenbecken, nur eben nicht als erweiterten Sammelraum, sondern als verzweigtes Gangsystem. Der Beckenteil des Harnleiters kreuzt bei den Nichtprimaten in eine Gekrösefalte in der Beckenhöhle ein, die Plica genitalis. In dieser Falte überkreuzt er beim männlichen Tier rückenseitig den gleichseitigen Samenleiter. Von der Plica genitalis gelangt der Harnleiter über das seitliche Harnblasenband (Ligamentum vesicae laterale) zum Übergang von Blasenkörper und -hals. Hier tritt er in die Blasenwand, verläuft wie beim Menschen zunächst innerhalb dieser (intramural) und mündet dann in das Innere der Blase. Der intramurale Abschnitt des Harnleiters wirft im Inneren der Blase zwei konvergierende Schleimhautwülste (Columnae uretericae) auf, die sich von der Harnleitermündung als zarte Falten (Plicae uretericae) fortsetzen und mit ihnen das Harnblasendreieck begrenzen. Die Länge des Harnleiters variiert mit der Körpergröße. Beim Pferd ist er etwa 70 cm lang, bei einem 15 kg schweren Haushund zwischen 12 und 15 cm lang, bei der Hauskatze etwa 10 cm lang und nur 0,3 bis 0,4 mm dick. Bei Pferden sind in die Eigenschicht der Schleimhaut der ersten 10 cm, ebenso wie im Nierenbecken, Schleimdrüsen eingelagert. Diese Harnleiterdrüsen (Glandulae uretericae) sind für die viskos-fadenziehende Konsistenz des Pferdeharns verantwortlich. Die Blutversorgung des Harnleiters erfolgt über je einen Harnleiterast (Ramus uretericus) aus der Nierenarterie (Arteria renalis) und der hinteren Harnblasenarterie (Arteria vesicalis caudalis).

## Physiologie

Ultraschalldarstellung des peristaltischen Einspritzvorgangs („Jet“) von Urin in die Harnblase

Die Muskelschicht des Harnleiters vollzieht wellenförmige Muskelkontraktionen, eine Peristaltik (von altgriechisch περιστέλλω peristéllō, deutsch ‚rings umhüllen, umhersenden‘). Dabei wird der Urin in kleinen, spindelförmigen, als Bolus bezeichneten Portionen durch Erschlaffen der Wandmuskulatur des Harnleiters aufgenommen. Durch anschließende Anspannung wird dieser Urinbolus aktiv in Richtung Harnblase befördert. Beim Erwachsenen werden pro Minute von jedem Harnleiter etwa drei bis sechs solcher Boli in die Harnblase transportiert. Jeder hat ein Volumen von 0,1 bis 0,6 ml. Dieser Flüssigkeitstransport gelingt auch gegen die Schwerkraft, zum Beispiel beim Kopfstand. Die Peristaltik zur Blase hin wird von Schrittmacherzellen im Bereich der kleinen Nierenkelche des Nierenbeckens ausgelöst. Man bezeichnet sie als „atypische glatte Muskelzellen“, die eine spontane rhythmische elektrische Aktivität aufweisen und die Muskeldepolarisation bewirken. Die Weiterleitung der elektrischen Erregung auf benachbarte glatte Muskelzellen erfolgt über besondere Zellkontakte, die Gap Junctions. Die Leitungsgeschwindigkeit beträgt 2 bis 6 cm pro Sekunde (zum Vergleich: bei marklosen Nervenfasern liegt sie zwischen 0,5 und 2 m/s, bei motorischen bei etwa 100 m/s).
Die Peristaltik läuft primär ohne Nervenimpulse ab. Die Innervation durch das vegetative Nervensystem modifiziert diese Bewegungen nur. Die Aktivierung der sympathischen α1-Adrenozeptoren bewirkt eine Erhöhung der Kontraktionskraft, ihre Hemmung dämpft die Peristaltik. Die Aktivierung der parasympathischen muskarinischen Rezeptoren erhöht ebenfalls die Kontraktionskraft. Prostaglandin E2 verstärkt die Kontraktion in verlegten Harnleitern, verringert aber den Muskeltonus im unverlegten Harnleiter. Steigt die Urinausscheidung über die Nieren, wird zunächst die Frequenz der peristaltischen Welle erhöht, ist deren Maximum erreicht, vergrößert sich der Bolus. Bei maximaler Urinproduktion fließen die Boli zusammen und es entsteht ein offenes Rohr mit kontinuierlichem Fluss ohne Peristaltik.
Die Peristaltik sorgt für einen stetigen Abtransport des Urins und für eine ständige Selbstreinigung der Harnleiter, da aufsteigende Bakterien in die Blase zurückgespült werden. Bei maximal gefüllter Harnblase erfolgt keine Peristaltik. Während der Blasenentleerung kontrahiert sich der Musculus detrusor vesicae der Harnblase und verschließt gleichzeitig automatisch den Eingang zum Harnleiter, so dass der Urin nicht zurückfließen kann und ein vesikorenaler Reflux verhindert wird.

## Untersuchung des Harnleiters

Miktionszystourethrogramm: beidseitiger Reflux in Harnleiter und Nierenbecken

Der klinischen Untersuchung ist der Harnleiter kaum zugänglich, auch auf einer normalen Röntgenaufnahme stellt er sich nicht dar, lediglich röntgendichte Harnleitersteine werden abgebildet. Deshalb werden bei der Urografie meist intravenös verabreichte Kontrastmittel verwendet. Diese werden über die Niere ausgeschieden, gelangen so in die Harnleiter und kontrastieren diese. Hiermit lässt sich der Harnleiter in seiner gesamten Länge darstellen. Die Urografie ist, nicht zuletzt wegen der Gefahr von Nierenschädigungen, durch andere bildgebende Verfahren weitestgehend ersetzt worden und wird heute vor allem noch zur Diagnostik von Harnleitersteinen angewendet. Die Darstellung des Harnleiters mittels Ultraschall gelingt meistens nur bei Stauungen (Ureterozele). Die Computertomografie (CT) wird in Niedrigdosistechnik oder als CT-Urografie, also mit Kontrastmittelverabreichung eingesetzt. Sie ist im Nachweis von Harnleitersteinen verlässlicher als die herkömmliche Urografie und kann auch zur Klassifikation und Stadienbestimmung in der Onkologie verwendet werden. Die Magnetresonanztomographie (MRT) hat eine ähnliche diagnostische Aussagekraft und ist besonders dann angezeigt, wenn eine Kontrastmittelgabe wegen Unverträglichkeit nicht möglich ist.
Mit einem Miktionszystourethrogramm kann ein krankhafter Rückfluss von Urin von der Blase in die Harnleiter und die Niere dargestellt werden. Die Ureteroskopie ist ein endoskopisches Verfahren zur direkten bildlichen Darstellung des Lumens und gegebenenfalls auch zur Behandlung (minimalinvasive Chirurgie) bestimmter Harnleitererkrankungen wie Steinen. Das Endoskop kann dabei entweder über die unteren Harnwege (retrograde Ureteroskopie) oder, wenn dies aufgrund von Verlegungen nicht möglich ist, durch die Bauchdecke und das Nierenbecken in den jeweiligen Harnleiter eingeführt werden (antegrade Ureteroskopie). Die Ureteroskopie ist besonders bei Steinen sowie bei Tumoren diagnostisches Mittel der Wahl, allerdings sind bei Tumoren zur Begutachtung der Umgebung (insbesondere der Lymphknoten in Hinblick auf Metastasen) zusätzlich CT- oder MRT-Untersuchungen notwendig.

## Erkrankungen
Erkrankungen der Harnleiter können akut lebensgefährlich sein, wenn sie eine Verlegung (Obstruktion) und damit eine Abflusstörung verursachen. Dies führt zum Rückstau des Urins in die Niere (Wassersackniere, Hydronephrose) und letztlich zu deren Zerstörung und zu einem postrenalen (Ursache liegt „hinter der Niere“) Nierenversagen.

### Fehlbildungen
Die häufigste angeborene Fehlbildung beim Menschen, bedingt durch eine Störung der Embryonalentwicklung, ist die teilweise oder komplette Doppelanlage des Harnleiters (Ureter fissus bzw. Ureter duplex). Sie wird autosomal-dominant vererbt und tritt bei etwa 0,8 % der Menschen auf, in 20 bis 40 % der Fälle beidseitig. Diese Dopplung kann durch eine zusätzliche oder eine sich am Ursprung teilende Ureterknospe entstehen. Die vollständige Dopplung zeigt sich häufig in vermehrten Harnwegsinfekten. Sehr selten ist ein dreifach pro Seite angelegter Harnleiter, hier sind etwa 100 Fälle beim Menschen dokumentiert, oder ein vierfacher Harnleiter. In der alten Fachliteratur wurde auch das vollständige Fehlen (Agenesie) eines Harnleiters beschrieben.

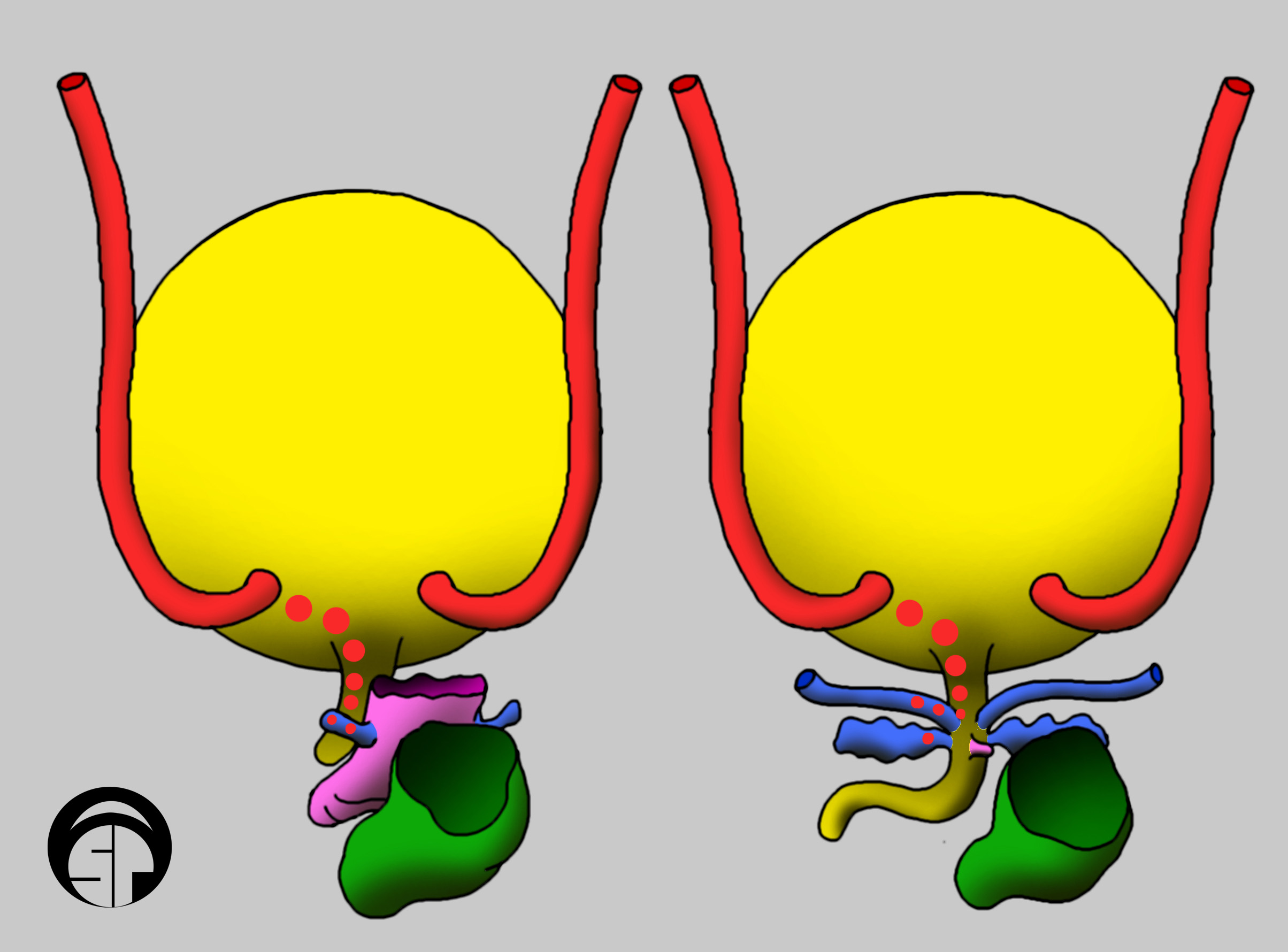
Schematische Darstellung des normalen Harnleiterverlaufs (rot) zur Blase (gelb) sowie mögliche Mündungspositionen (rote Kreise) eines ektopen Harnleiters bei Frau (links) und Mann (rechts)

Eine weitere häufigere Fehlbildung ist die Harnleiterektopie, bei der die Mündung des Harnleiters nicht im Bereich des Harnblasendreiecks liegt. Sie entsteht wenn die Ureterknospe etwas höher als normal aus dem Urnierengang entspringt und sie dadurch weiter seitlich in den Sinus urogenitalis einbezogen wird. Mögliche Fehlmündungsstellen sind beim Mann Nebenhoden, Samenleiter, Spritzkanal und Bläschendrüse, bei der Frau tiefer am Blasenhals oder in Vagina, Gebärmutter oder Mastdarm. Eine Harnleiterektopie tritt bei 0,05 % der Menschen auf, es sind vor allem Mädchen (80 %) betroffen, in etwa 10 % der Fälle tritt sie beidseitig auf. Da die Mündung stets hinter dem Blasenschließmuskel erfolgt, geht die Harnleiterektopie bei Mädchen immer mit unkontrollierbarem Harnträufeln (Harninkontinenz) einher. Die Harnleiterektopie ist auch in der Tiermedizin von Bedeutung und für etwa 50 % der Fälle von Harnträufeln bei jungen Hunden verantwortlich.
Der angeborene Verschluss des Harnleiters (Harnleiteratresie) ist sehr selten, entsteht meist durch Durchblutungsstörungen während der frühen Nierenentwicklung und ist häufig mit einer gleichseitigen Nierendysplasie vergesellschaftet. Auch das angeborene Harnleiterdivertikel ist extrem selten, bislang sind nur 45 Fälle beschrieben worden. Der retrocavale Ureter (RCU), eine Anomalie des rechten Harnleiters, entsteht bei der Organogenese der unteren Hohlvene (Vena cava inferior) aus den Kardinalvenen. Dies führt dazu, dass der Harnleiter zunächst hinter der unteren Hohlvene verläuft und dann um diese umbiegt, wodurch häufig Obstruktionen entstehen. Die Inzidenz beträgt beim Menschen etwa 1:1.500, Jungen sind viermal häufiger betroffen als Mädchen. Diese Fehlbildung kommt selten auch bei Hunden, sehr selten auch bei Katzen vor.
Der angeborene vesikorenale Reflux (VRR; auch vesiko-uretero-renaler Reflux, VUR) entsteht durch eine Harnleiterektopie oder durch einen verkürzten Verlauf des Harnleiters durch die Harnblasenwand (intramuraler Abschnitt). Er tritt bei Kindern in einer Häufigkeit von 1 bis 2 % auf und wird zumeist im Zusammenhang mit Harnwegsinfekten entdeckt. Er ist für 10 % der Fälle einer vor der Geburt im Rahmen der Pränataldiagnostik festgestellten Hydronephrose verantwortlich. Während der angeborene VVR zu 80 % Jungen betrifft, ist das Verhältnis beim erworbenen umgekehrt, hier ist das weibliche Geschlecht fünfmal häufiger betroffen.
Bei der Nierenbeckenabgangsenge (Ureterabgangsstenose) sind das Nierenbecken erweitert und der Harnleiterursprung eingeengt. Sie ist für 35 % der pränatal erkannten Harnwegserkrankungen verantwortlich und tritt bei einer von 2.000 Lebendgeburten und vor allem am linken Harnleiter auf. Die Einengung entsteht meist durch eine fehlerhafte Struktur der Muskelschicht des Harnleiters, die eigentliche Ursache ist unbekannt. Ureterabgangsstenosen können auch nach der Geburt entstehen, beispielsweise infolge eines raumfordernden Prozesses (Tumor, vergrößerter Lymphknoten) oder eines Steines, bei Verletzungen während einer Harnleiterspiegelung oder bei chirurgischen Eingriffen in diesem Gebiet.
Die Ureterozele ist eine zystische Erweiterung des blasenseitigen Abschnitts des Harnleiters. Sie tritt bei einem von 4.000 Kindern auf, häufiger bei Mädchen und zumeist im Bereich des linken Harnleiters. Häufig liegt gleichzeitig eine Doppelniere vor. Die Ureterozele kann einen Rückstau des Urins und schließlich eine Wassersackniere verursachen. Ein Megaureter, eine Erweiterung des Harnleiters auf mehr als 7 mm, tritt bei einer von 6.500 Lebendgeburten auf. Die Ursache ist unbekannt. Er kann infolge von Harnblasenerkrankungen mit Abflussstörung auch nach der Geburt entstehen. Der Megaureter zeigt sich durch Bauchschmerzen und Blut im Urin.

### Abflussstörungen

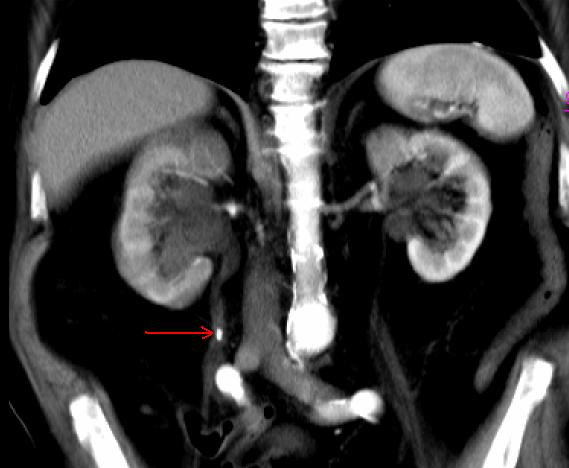
Stein im rechten Harnleiter (Pfeil) eines Menschen mit Harnstau, Kontrastmittel-Computertomografie

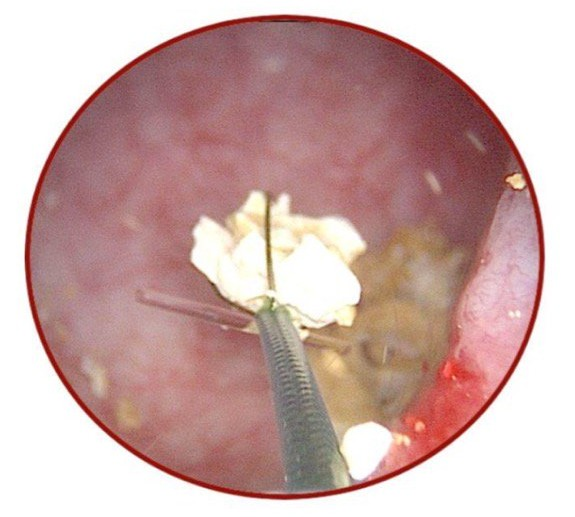
Entfernung eines Steintrümmers mittels antegrader Ureteroskopie

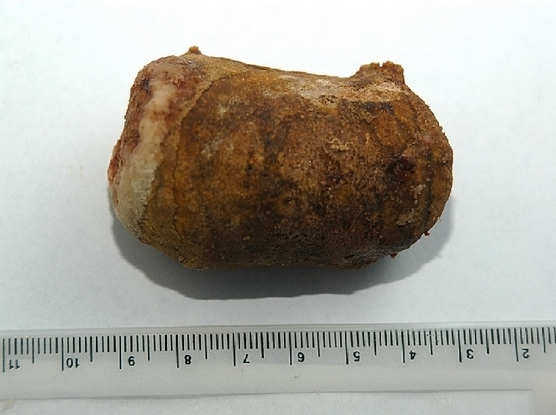
Etwa 6 × 5 × 4 cm großer und 61 g schwerer Ureterstein, der aus dem linken Harnleiter eines 19-Jährigen entfernt wurde

Abflussstörungen können durch Harnleiterobstruktion (innere Querschnittsverkleinerung) oder Harnleiterkompression (Einengung von außen) entstehen, wobei der Begriff Harnleiterkompression auch für das Anlegen eines Ureterkompressoriums zur Verminderung des Urinabflusses bei der Ausscheidungsurografie verwendet wird. Im englischen Sprachraum werden auch Kompressionen unter dem Begriff ‚Obstruktion‘ subsumiert. Man unterscheidet hier intrinsische (Ursache innerhalb des Harnleiters) und extrinsische (durch äußere Einwirkung auf den Harnleiter) Obstruktionen. Obstruktionen führen zu einer Erweiterung des Harnleiters (Hydroureter) vor der Engstelle, zur Erweiterung des Nierenbeckens, zu Nierenbeckenentzündungen (Pyelitis) und zu einer Wassersackniere (Hydronephrose).
Extrinsische Ureterobstruktionen (Ureterkompressionen) können bei einer Schwangerschaft durch die Ausdehnung der Gebärmutter sowie durch Tumoren der benachbarten Organe, Endometriose, retroperitoneale Blutungen sowie Entzündungen in der Harnleiterumgebung (Eileiterentzündung, Divertikulitis des Dickdarms, Bauchfellentzündung und Retroperitonealfibrose) auftreten. Intrinsische Ursachen (Ureterobstruktion i. e. S.) sind Fehlbildungen (Atresien), Uretersteine, Strikturen, Harnleitertumoren, Blutungen infolge von Nierensteinen, Nierentumoren und Papillennekrosen sowie Störungen der Innervation.
Die häufigste Ursache für Verlegungen des Harnleiters sind Harnleitersteine. Da die Passage des Urins durch den Harnleiter relativ rasch verläuft, entstehen Harnleitersteine meist im Bereich der Niere als Nierenstein und verkeilen sich dann bei der Passage im Harnleiter. Harnleitersteine können nach Art ihrer Entstehung verschiedene chemische Zusammensetzungen haben. In den Industrieländern beträgt die Inzidenz von Harnsteinen etwa 10 %, mit steigender Tendenz. Auch bei Hunden und Katzen sind Harnsteine die häufigste Ursache für Harnleiterobstruktionen, aber prinzipiell können alle Tierarten betroffen sein. Es gibt Fallberichte zu Pferden, Kaninchen, Meerschweinchen, Zwergottern, Delfinen und Vögeln. Durch krampfartige Muskelaktionen versucht der Harnleiter, die Steine weiter zu transportieren, was als schmerzhafte Harnleiter-Kolik wahrgenommen wird. Die wehenartigen heftigen Schmerzen strahlen je nach Lokalisation des Steins in den Rücken, den Bauch, die Leiste oder die Genitalien aus. Häufig kommt es auch zu Blutbeimengungen im Urin (Mikrohämaturie oder Makrohämaturie). Bei erschwertem Abfluss hypertrophiert die Uretermuskulatur oberhalb des Hindernisses rasch. Die Steine werden heute vor allem ureteroskopisch bzw. antegrad ureteroskopisch mittels Laser-Lithotripsie oder von außen mittels extrakorporaler Stoßwellenlithotripsie zertrümmert. Führt dies nicht zum Erfolg, muss der Stein durch Eröffnung des Harnleiters (Ureterolithotomie) entfernt werden, die heute vor allem laparoskopisch erfolgt. Hier besteht anschließend immer die Gefahr der Entstehung von narbigen Einengungen (Strikturen), weshalb meist auch eine Harnleiterschienung durchgeführt wird. Harnleiterschienen werden auch bei Harnleiterstrikturen anderer Ursache oder bei Nierensteinen eingesetzt.

### Entzündungen
Eine Entzündung des Harnleiters wird als Ureteritis bezeichnet. Bei allen bakteriellen Harnwegsinfektionen können Krankheitserreger von der Harnblase durch den Harnleiter in das Nierenbecken aufsteigen (aszendieren) und eine Ureteritis (und Nierenbeckenentzündung) auslösen. Andererseits können auf dem Blutweg entstandene Niereninfektionen sich mit dem Urin in Nierenbecken und Harnleiter ausbreiten (absteigende oder deszendierende Infektion). Isolierte Harnleiterinfektionen, also Harnwegsinfekte die nur den Harnleiter betreffen, sind extrem selten. Der vesicorenale Reflux und andere angeborene Anomalien sowie Schwangerschaft, Harnleiterobstruktionen und Katheterisierungen begünstigen aufsteigende Harnleiterinfektionen. Eine seltene, aber gefürchtete absteigende Infektion ist die tuberkulöse Ureteritis im Zusammenhang mit einer Nierentuberkulose. Bei zuerst einseitigem Befall kann sekundär von der Blase aufsteigend auch der Harnleiter der anderen Seite infiziert werden. In schweren Fällen kann es zur Verkäsung (Ureteritis caseosa) mit flächenhaften Nekrosen kommen.
Die Ureteritis cystica ist eine gutartige chronische Entzündung des Harnleiters, bei der sekundär Zysten entstehen. Die eosinophile Ureteritis ist eine Entzündung unbekannter Ursache, die mit einer Eosinophilie und mit erhöhten IgE-Werten einhergeht. Sie kann zu einer Obstruktion des Harnleiters führen, ist aber selten. Die Malakoplakie kann unter anderen den Harnleiter betreffen und zeigt sich als Ablagerung weicher Beläge (Plaques) an der Harnleiterwand. Die Ursache ist nicht endgültig geklärt, vermutlich sind wiederholte Infektionen der Auslöser. Betroffen sind vor allem Frauen im Alter von über 50 Jahren. Sie kann zu einer Wassersackniere und schließlich zum Nierenversagen führen. Die Harnleiter-Amyloidose ist eine seltene Manifestation der Amyloidose mit Ablagerung von unlöslichen Proteinen und möglicher Obstruktion. Die Ursache ist unklar, vermutet werden wiederholte Entzündungen. In wenigen Fällen kann sich eine Endometriose direkt am Harnleiter manifestieren und führt dann zu einer Verdickung der Muskelschicht und damit zu einer intrinsischen Obstruktion. Die Endometriose der Harnleiterumgebung betrifft dagegen nur die Tunica adventita und kann dann zu einer Verengung von außen (extrinsisch) führen.
Der Pärchenegel Schistosoma haematobium ist vor allem in Afrika sowie im Nahen und Mittleren Osten verbreitet, mittlerweile kommen aber auch in einigen Regionen Südeuropas Naturherdinfektionen vor. Der Parasit dringt als Wimpernlarve durch die Haut eines Menschen ein und gelangt über die Blutbahn letztlich zu Harnblase und -leiter. Hier legt das adulte Weibchen seine Eier in die Wand dieser Organe. Dies verursacht die Harnwegsform der Schistosomiasis (Synonym Bilharziose). Es kommt zu einer Entzündung, Fibrose, Stenose oder Erweiterung (Dilatation), zu Verkalkungen und zur Entstehung von Uretersteinen. Für die Diagnostik ist die Ultraschalluntersuchung ein wertvolles diagnostisches Mittel, weil damit die Verdickung der Organwand dargestellt werden kann. Der Nachweis der Eier bei der Urinuntersuchung sichert die Diagnose.
Bei Rindern sind Ureteritiden durch Infektion mit Salmonella enterica und Corynebacterium renale, bei Schweinen durch Streptokokken und Enterococcus faecalis, bei Schlangen durch den Befall mit Fadenwürmern der Gattung Strongyloides beschrieben.

### Verletzungen
Harnleiterverletzungen durch äußere Gewalt sind wegen des geschützten Verlaufs und der Verschiebungen erlaubenden losen Verankerung in der rückenseitigen Bauchwand sehr selten. Am häufigsten entstehen Verletzungen wie Harnleiterabriss oder -perforation durch ärztliche Eingriffe (iatrogen) bei der Bauchhöhlenchirurgie, bei laparoskopischen Eingriffen oder bei der Ureteroskopie. Da sie zunächst häufig ohne Symptome verlaufen, werden sie mitunter erst spät erkannt und können dann bereits lebensgefährliche Auswirkungen wie Urinaustritt in das Gewebe (Urinom), Abszesse sowie Strikturen bis zum Verlust der gleichseitigen Niere haben. Auch in der Tiermedizin kommen versehentliche Ligaturen sowie Verletzungen der Wand oder der Harnleitergefäße ebenfalls vor allem bei Bauchoperationen vor, insbesondere bei zur Kastration durchgeführten Ovariohysterektomien.

### Harnleitertumor
Tumoren des Harnleiters gehören mit einer Inzidenz von 2:100.000 beim Menschen zu den seltenen Neoplasien. Über 97 % der Tumoren gehen vom Urothel aus, in den oberen Harnwegen (Nierenbecken und Harnleiter) sind aber nur etwa 5 bis 10 % aller Urothelkarzinome lokalisiert, die große Mehrheit tritt in den unteren Harnwegen auf. Im Bereich des Harnleiters nennt man diese bösartigen Tumoren Harnleiterkrebs (Ureterkarzinom). Die Diagnose wird heute meist mittels Computertomografie gestellt, die eine Sensitivität von 67 bis 100 % und eine Spezifität von 93 bis 99 % hat. Eine endoskopische Gewebeentnahme dient der histologischen Klassifizierung. Urologische Tumormarker können eingesetzt werden, sind aber nicht zur Unterscheidung vom viel häufigeren Blasenkrebs geeignet. Bei Hochrisikotumoren ist die radikale Entfernung der Niere samt Harnleiter immer noch Mittel der Wahl. Sekundäre Harnleitertumoren, also Metastasen anderer Tumoren, sind extrem selten. Es gibt lediglich einige Einzelfallberichte von Absiedlungen beim Prostatakrebs.
Auch bei Tieren sind Harnleitertumoren sehr selten. Bei Hunden sind gutartige fibroepitheliale Polypen der häufigste Harnleitertumor. Ureterobstruktionen werden vor allem durch Urothelkarzinome im Bereich des Harnblasendreiecks verursacht. Darüber hinaus kommen bei Hunden und Katzen Leiomyome, Leiomyosarkome, Hämangiosarkome und Mastzelltumoren im Harnleiter vor. Bei Pferden sind lediglich zwei Verdachtsfälle von Ureterkarzinomen beschrieben. Beim Rind kommen gelegentlich Lymphosarkome im Harnleiter vor.

## Forschungsgeschichte

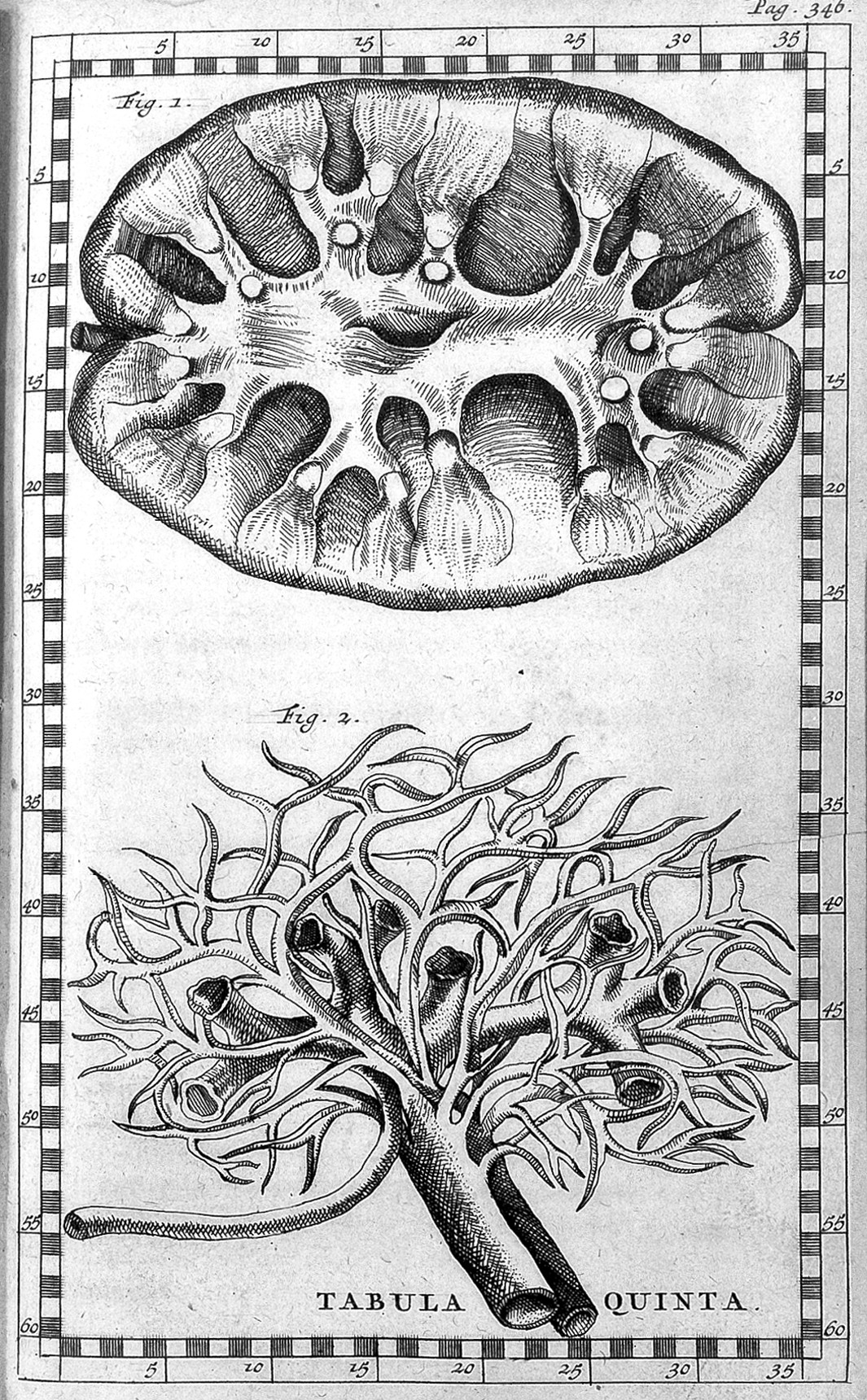
Darstellung der Niere in Eustachius Opuscula anatomica von 1563, der Harnleiter ist im unteren Bild nach links ziehend zu sehen, Eustachi trennte begrifflich als einer der ersten Anatomen Ureter und Urethra

Schon die antiken Gelehrten Aristoteles und Hippokrates von Kos haben den Harnleiter beschrieben. Das lateinische Wort Ureter findet sich aber erst ab etwa 1550 im medizinischen Sprachgebrauch. Damals grenzten die Anatomen Bartolomeo Eustachi und Jacobus Sylvius erstmals konsequent den Harnleiter von der Harnröhre (lateinisch Urethra) ab. Veraltete deutsche Namen für den Harnleiter sind Harngang und Urinleiter.
Der erste Harnleitertumor wurde 1842 beschrieben, der erste auch histologisch abgesicherte 1878. Die ersten Versuche der Röntgendarstellung von Harnleitersteinen fanden Anfang des 20. Jahrhunderts statt. Aufgrund der Schichtdicke und der noch in den Kinderschuhen steckenden Röntgentechnik waren die Aufnahmen zunächst unscharf und kaum verwertbar. Der britische Urologe Edwin Hurry Fenwick führte 1905 erstmals röntgendichte Substanzen über die unteren Harnwege in die Harnleiter ein und gilt damit als Vater der retrograden Urografie. Dem österreichischen Urologen Theodor Hryntschak gelang 1929 die erste Darstellung mit intravenös verabreichten Kontrastmitteln. Ein Problem dieser Technik ist bis in die heutige Zeit die kontrastmittelinduzierte akute Nierenschädigung, die 1954 aufgeklärt wurde. 1912 führte der US-Amerikaner Hugh Young die erste Ureteroskopie mit einem starren Endoskop durch, sein Landsmann Victor Fray Marshall beschrieb 1964 erstmals die Ureteroskopie mit einem 3 mm (9 Ch) dicken, flexiblen Endoskop. Doch erst ab Ende der 1970er Jahre entwickelten die Unternehmen Karl Storz Endoskope und Richard Wolf flexible Endoskope mit Arbeitskanal und so geringem Durchmesser, dass sie der Ureteroskopie als Routineverfahren in der Urologie zum Durchbruch verhalfen.
Obwohl Harnsteine schon in der Antike bekannt waren und ihre Entfernung aus der Blase beschrieben war – im Mittelalter gab es dafür den Beruf des „Steinschneiders“ (Lithotomus) – dauerte es bis in die 1980er Jahre, bis die technischen Möglichkeiten einer Uretersteinzertrümmerung im Körper ausgereift waren. Die erste Harnleiterschienung führte Gustav Simon bereits im 19. Jahrhundert durch, die heute noch eingesetzten Doppel-J-Schienen wurden erstmals 1967 von Paul D. Zimskind und Mitarbeitern beschrieben. 1981 gelang die erste endoskopische Steinentfernung mit einem Greifkörbchen, bis dahin mussten Harnleitersteine mittels offener Ureterolithotomie chirurgisch behandelt werden. 1983 konnten Jeffry L. Huffman und Mitarbeiter an der California State University, Bakersfield erstmals einen Stein mit einem Ultraschall-Lithotripter zertrümmern, 1990 kam erstmals ein pneumatischer Lithotripter und 1995 erstmals ein Festkörperlaser auf der Basis von mit Holmium dotiertem Yttrium-Aluminium-Granat (Ho:YAG) zur Uretersteinzertrümmerung zum Einsatz.